# Kortesjärvi
Kortesjärvi is een voormalige gemeente in de Finse provincie West-Finland en in de Finse regio Zuid-Österbotten. De gemeente had een oppervlakte van 328 km² en telde in 2008 2275 inwoners. In 2009 ging Kortesjärvi met Ylihärmä en Alahärmä op in de gemeente Kauhava.

## Geboren
- Toivo Loukola (1902-1984), atleet

Ähtäri · Alajärvi · Alavus · Evijärvi · Ilmajoki · Isojoki · Isokyrö · Karijoki · Kauhajoki · Kauhava · Kuortane · Kurikka · Lappajärvi · Lapua · Seinäjoki · Soini · Teuva · Vimpeli
Voormalige gemeenten:
Alahärmä · Jalasjärvi · Jurva · Kortesjärvi · Lehtimäki · Nurmo · Peräseinäjoki · Töysä · Ylihärmä · Ylistaro